# Chikashi Masuda
Chikashi Masuda (増田 誓志?, Masuda Chikashi; Miyazaki, 19 giugno 1985) è un ex calciatore giapponese, di ruolo centrocampista.

## Palmarès
- Campionato giapponese: 3

Kashima Antlers: 2007, 2008, 2009
- Supercoppa del Giappone: 1

Kashima Antlers: 2009